# Philothermus montandoni
Philothermus montandoni là một loài bọ cánh cứng trong họ Cerylonidae. Loài này được Aubé miêu tả khoa học năm 1843.